# Lago di Vrana (Poschiane)
Il lago di Vrana o di Aurana (in croato Vransko jezero) è il maggiore lago della Croazia e si trova nella Dalmazia settentrionale. Le acque del lago si trovano interamente nella regione zaratina, più precisamente nel comune di Poschiane (Pakoštane); la zona costiera orientale è suddivisa tra i comuni di Bencovazzo (Bencovac) e Stancovazzo (Stankovci), mentre la costa meridionale rientra nella regione di Sebenico e Tenin, suddivisa tra i comuni di Stretto (Tisno) e Slosella (Pirovac).
A nord-est del lago, a 3 km, si trova la piccola frazione di Aurana (comune di Poschiane), che dà il nome al lago, già citata nel IX secolo (Castrum Aureanae), ricca di storia e sede di una fortezza dei cavalieri Templari. L'area del lago è compresa nel parco naturale del lago di Vrana che copre 57 km².

## Geografia
Il lago è un esempio di criptodepressione; i suoi affluenti sono poco più di ruscelli, l'unico torrente è lo Škorobić, che sfocia a nord.
La lunghezza del lago è di 13,6 km e la sua larghezza massima di 3,5 km; ha una superficie di 30,7 km² e una profondità massima di 3,9 m. 
Una striscia di terra (Modrava) lo divide dal canale di Vergada (Vrgadski kanal) a nord-ovest, dove si trova Poschiane, e a sud-ovest dalla baia di Slosella (Pirovački zaljev). Nella parte sud-est del lago un promontorio arrotondato (Babin školj) divide la sua parte finale in due insenature (uvala Gornja Tonja e uvala Donja Tonja). Dalla valle Donja Tonja parte un canale artificiale  (Prosika), lungo circa 850 m, che sbuca nella valle del Canale (uvala Prosika) e mette in comunicazione le acque del lago con la baia di Slosella.

### Cartografia
- (HR) Mappa topografica della Croazia 1:25000, su preglednik.arkod.hr. URL consultato il 26 agosto 2017.
- Carta di cabottaggio del mare Adriatico, foglio VII, Milano, Istituto geografico militare, 1822-1824. URL consultato il 26 agosto 2017 (archiviato dall'url originale il 13 aprile 2013).
- G. Giani, Carta prospettiva delle Comuni censuarie della Dalmazia, foglio 6, 1839. Fondo Miscellanea cartografica catastale, Archivio di Stato di Trieste.